# La Vida Loca
La Vida Loca – utwór polskiego piosenkarza i rapera White’a 2115, wydany w maju 2018 roku przez wytwórnię SBM Label, pochodzący z albumu Rockstar.
Nagranie uzyskało status podwójnej platynowej płyty (2020). Utwór zdobył ponad 38 milionów wyświetleń w serwisie YouTube (2023) oraz ponad 24 milionów odsłuchań w serwisie Spotify (2022).
Za mix/mastering utworu odpowiada DJ Johny.

## Twórcy
- White 2115 – słowa[1][2]
- DJ Johny – miksowanie, mastering[1]